# Legjobb európai teljesítmény játékfilmsorozatban
A legjobb európai teljesítmény játékfilmsorozatban (angolul: Best European Achievement in Fiction Series) elismerés az Európai Filmdíjak egyike, amelyet az Európai Filmakadémia (EFA) ítél oda 2019 óta alkalmi jelleggel azon alkotóinak, akik valamely európai filmsorozat elkészítésével kimagasló teljesítményt nyújtottak és alkotásuk méltóan képviselte a földrész filmművészetét a világ élvonalában. A díjátadóra felváltva Berlinben, illetve egy-egy európai városban megrendezett gála keretében kerül sor minden év végén.
Az Európai Filmakadémia - felhagyva az addig csak a filmszínházakban forgalmazott filmek elismerésének gyakorlatával - 2019-ben döntött a már 3. évadban világszerte nagy sikert arató, Babilon Berlin című német televíziós sorozat díjazásáról. Agnieszka Holland, az EFA elnöke indoklása szerint „a fiatalabb generációk számára a sorozatok sokkal népszerűbb formátumok, mint a vetítőtermi filmek, és ha mérvadók akarunk maradni közönségünk számára, az EFA-nak tekintettel kell lennie erre.”
A díjazott személyéről az Európai Filmakadémia Igazgatótanácsa dönt.
A díjra csak olyan művészek jöhetnek számításba, akik Európában születtek, illetve európai állampolgárok (európai állam útlevelével rendelkeznek).

## Díjazottak
| Év   | Díjazott                                      | Foglalkozás                                                                                                  | Magyar címe    | Eredeti címe   | Ország      | Megjegyzés |
| ---- | --------------------------------------------- | --- | -------------- | -------------- | ----------- | ---------- |
| 2019 | Achim von Borries Henk Handloegten Tom Tykwer | forgatókönyvíró, filmrendező forgatókönyvíró, filmrendező forgatókönyvíró, filmrendező, producer, zeneszerző | Babilon Berlin | Babylon Berlin | Németország | [ * 1 ]    |